# Uście Gorlickie (gmina)
Uście Gorlickie est une gmina rurale du powiat de Gorlice, Petite-Pologne, dans le sud de la Pologne, à la frontière avec la Slovaquie. Son siège est le village d'Uście Gorlickie, qui se situe environ 15 km au sud de Gorlice et 106 km au sud-est de la capitale régionale Cracovie.
La gmina couvre une superficie de 287,8 km2 pour une population de 6 719 habitants.

## Géographie
La gmina inclut les villages de Banica, Blechnarka, Brunary, Czarna, Hańczowa, Huta Wysowska, Izby, Konieczna, Kunkowa, Kwiatoń, Leszczyny, Nowica, Oderne, Przysłup, Regietów, Ropki, Skwirtne, Smerekowiec, Śnietnica, Stawisza, Uście Gorlickie, Wysowa-Zdrój et Zdynia.
La gmina borde les gminy de Gorlice, Grybów, Krynica-Zdrój, Ropa et Sękowa. Elle est également frontalière de la Slovaquie.